# مک کینلی، شهرستان امت، میشیگان
مک کینلی (به انگلیسی: McKinley Township) یک منطقهٔ مسکونی در ایالات متحده آمریکا است که در شهرستان امت، میشیگان واقع شده‌است.
 مک کینلی  ۱٬۲۹۷ نفر جمعیت دارد و ۲۲۵ متر بالاتر از سطح دریا واقع شده‌است.